# Brad Evans
Brad Evans (ur. 20 kwietnia 1985 w Phoenix, Arizona) – amerykański piłkarz występujący na pozycji pomocnika. Zawodnik klubu Seattle Sounders.

## Kariera klubowa
Evans karierę rozpoczynał w 2004 roku w zespole UC Irvine Anteaters z uczelni University of California, Irvine. W 2004 roku został graczem ekipy Orange County Blue Star, grającej w PDL. Oba zespoły reprezentował do 2006 roku.
W 2007 roku Evans trafił do Columbus Crew z MLS. W tych rozgrywkach zadebiutował 8 kwietnia 2007 roku w zremisowanym 0:0 meczu z New York Red Bulls. 11 maja 2008 roku w wygranym 3:2 pojedynku z San Jose Earthquakes strzelił pierwszego gola w MLS. W 2008 zdobył z klubem MLS Cup, a także otrzymał z nim nagrodę MLS Supporters' Shield.
W 2008 roku Evans poprzez MLS Expansion Draft został graczem zespołu Seattle Sounders, również z MLS. Pierwszy ligowy mecz w jego barwach zaliczył 20 marca 2009 roku przeciwko Red Bull New York (3:0). W tamtym spotkaniu zdobył także bramkę.

## Kariera reprezentacyjna
W reprezentacji Stanów Zjednoczonych Evans zadebiutował 5 lipca 2009 roku w wygranym 4:0 meczu Złotego Pucharu CONCACAF z Grenadą. Podczas tamtego turnieju wystąpił także w pojedynkach z Haiti (2:0) i Panamą (1:1, 2:1 po dogrywce). Tamten turniej zespół Stanów Zjednoczonych zakończył na 2. miejscu.